# Gunnar Åström
Gunnar Åström (* 15. Januar 1904 in Oulu; † 31. Dezember 1952 in Helsinki) war ein finnischer Fußballspieler.

## Karriere

### Verein
Åström stürmte ausschließlich für die im Jahr 1907 gegründete Fußballabteilung der Helsingfors IFK und gewann in seiner 16 Jahre währenden Vereinszugehörigkeit viermal die Meisterschaft; seine erste am 12. Oktober 1930 erst nach einem Entscheidungsspiel gegen die punktgleiche Turku PS, die mit 4:1 bezwungen werden konnte. Mit der Einführung der Mestaruussarja, der seinerzeit höchsten Spielklasse im finnischen Fußball (davor, von 1908 bis 1929, wurde der Meister im Pokalmodus ermittelt), gehörte sein Verein zu den Gründungsmitgliedern. Er bestritt alle sieben Punktspiele der regulären Saison, in denen er ebenso viele Tore erzielte, sowie das Entscheidungsspiel um die Meisterschaft. Mit Einführung der Rückspiele in der Spielzeit 1932 kam er in allen 14 Punktspielen zum Einsatz, in denen er fünf Tore erzielte. In der Folgesaison trug er mit zehn Toren – zugleich sein persönlicher Bestwert – in 14 Punktspielen zur dritten Meisterschaft bei; mit 47 Toren in 93 Punktspielen erzielte er eine beachtliche Torquote.

### Nationalmannschaft
Åström kam in einem Zeitraum von 15 Jahren in 43 Länderspielen für die A-Nationalmannschaft, davon 19 als Spielführer, zum Einsatz und erzielte 16 Tore. 26 Länderspiele wurden in Freundschaft ausgetragen, 17 im Turnier um die Nordische Meisterschaft, an der er mit seiner Mannschaft erst bei der zweiten Ausspielung 1929–32 neben Norwegen, Schweden und Dänemark vertreten war. Bei dieser und der dritten Ausspielung 1933–36 belegte er mit seiner Mannschaft jeweils den vierten und letzten Platz.
Er debütierte am 17. Juni 1923 in Oslo bei der 0:3-Niederlage gegen die Nationalmannschaft Norwegens. Seine ersten beiden Länderspieltore erzielte er am 12. Juni 1927 im Olympiastadion Stockholm bei der 2:6-Niederlage gegen die Nationalmannschaft Schwedens mit den Treffern zum 1:3 in der 73. und zum 2:5 in der 87. Minute. Seinen letzten Einsatz als Nationalspieler hatte er am 17. Oktober 1937 in Kopenhagen bei der 1:2-Niederlage gegen die Nationalmannschaft Dänemarks. Am häufigsten spielte er gegen Schweden (elfmal), die meisten Tore erzielte er gegen Norwegen (fünfmal). Mit 16 Länderspieltoren belegt er in der Liste der Rekordtorschützen Platz neun.

## Erfolge
- Finnischer Meister 1930, 1931, 1933, 1937

## Sonstiges
Gunnar Åström war der Neffe des Stabhochspringers und finnlandschwedischen Sportfunktionärs Erik Åström.